# Giovanni Piantanida
Giovanni Piantanida (Florència, 1705 - Bolonya, 1782) fou un violinista i compositor italià del Barroc tardà. Després d'haver romàs tres anys a Sant Petersburg on acompanyà la seva esposa, la qual era una cantatriu dramàtica, donà un sèrie de concerts a Hamburg, que tingueren molt d'èxit; d'allà passà als Països Baixos, establint-se finalment i de manera definitiva a Bolonya. Charles Burney que tingué l'oportunitat d'escoltar-lo en aquella ciutat el 1770, afirma que Piantanida era el primer violinista italià d'aquella època. En Amsterdam es publicaren sis concerts per a violí i orquestra i sis trios per a dos violins i violoncel deguts a la inspiració de Piantanida.